# Шабин, Александр Иванович
Алекса́ндр Ива́нович Ша́бин (р. 10 января 1955) — советский и российский поп-рок-музыкант, бас-гитарист.

## Биография
Александр Шабин родился 10 января 1955 года. Отец — баянист и руководитель ансамбля народных инструментов в доме культуры в Туле. После окончания музыкальной школы по классу баяна Александр поступил на специальность дирижёра-хоровика в Тульское музыкальное училище имени А. С. Даргомыжского, но не окончил его, поскольку ездил на гастроли с местным вокально-инструментальным ансамблем как бас-гитарист.
15 марта 1975 года женился на певице другого тульского ансамбля — «Левша» — Людмиле Абросимовой, поменявшей фамилию на Шабину. В том же году Шабины переехали в Москву и начали работать в вокально-инструментальном ансамбле «Магистраль» — аккомпанирующем составе Юрия Антонова. Шабин по-прежнему играл на бас-гитаре, но также писал аранжировки для некоторых антоновских песен; Людмила Шабина была бэк-вокалисткой. Они бывали в квартире Антонова и его подруги Наташи, работавшей в ТАСС. Первая съёмная квартира самих Шабиных находилась на Можайском шоссе. Семья Шабиных была дружна с семьёй Людмилы Барыкиной и Олега (Алика) Петрова — другой бэк-вокалистки и гитариста «Магистрали».
В марте 1976 года Шабины перешли из «Магистрали» в вокально-инструментальный ансамбль «Надежда».
Вячеслав Семёнов, гитарист «Надежды», вспоминал о Шабине в ансамбле: «Такой толковый парень, с головой. Писал хорошие аранжировки».
Алексей «Вайт» Белов, вместе с Александром Шабиным работавший в варьете Центрального дома туриста, так оценивал этот опыт и самого Шабина:
Полтора года я проработал в варьете у Михайловского, и не жалею о том времени, потому что там меня тоже окружали очень сильные музыканты — «вышак», как говорили в те времена. Наш клавишник Евгений Печёнов играл и пел как Аль Бано и даже лучше. На бас-гитаре у нас играл Александр Шабин, а его жена Оксана Шабина была солисткой варьете. В нашу духовую секцию входили музыканты из первого состава «Песняров»! В общем, мне повезло: я выступал на одной сцене с самыми продвинутыми людьми.
Сын Александра Шабина, Филипп «БАтаник» Шабин, рассказывал про музыкальные предпочтения в семье:
Когда мне было 7-8 лет, в машине по дороге в школу я решил послушать кассету Димы Маликова. Не успела закончиться песня, как мой батя, бурча себе под нос, резким движением вытащил эту кассету, широко размахнулся и выкинул в открытое окно. В этот момент мы проезжали мимо мусорных баков, и кассета абсолютно чётко попала в один из них. Вот так началось и закончилось мое знакомство с отечественной эстрадной музыкой. В нашей семье никто никогда не слушал русскую музыку. У меня семья музыкантов, я потомственный музыкант. В четыре года я уже во всю глотку орал песни группы Genesis. Потом увлёкся джазом, блюзом, пришёл к року.
По некоторым сведениям, после перестройки Александр Шабин сделал карьеру в банковском бизнесе. Вячеслав Семёнов прокомментировал это так: «Вполне допускаю. Он не лабухского порядка человек. Сразу было видно».

### Семья
- Первая жена (1975—1976?) — Людмила Шабина (урождённая Абросимова, р. 1953), советская и российская эстрадная певица.
- Вторая жена — Оксана Шабина, советская и российская поп-певица.
  - Сын — Филипп Шабин, сценический псевдоним БАтаник (р. 1986), российский поп-рок-певец[6][7].